# Dragan Džajić
Dragan Džajić (Ub, 30. svibnja 1946.) bivši je srbijanski nogometaš.
Džajić je u petnaestoj godini postao član Crvene zvezde, jer je prethodno sjajno igrao na jednom turniru u Valjevu i lovci iz velikih klubova su ga odmah zapazili. Kada je stigao do prve selekcije juniora, samo šest meseci kasnije prebačen je u prvu momčad. Debitirao je 6. svibnja 1963. u meču protiv titogradske Budućnosti s nepunih 17 godina. Već u narednoj sezoni 1963./64. osvojio je prvu prvenstvenu titulu i postao predvodnik nove generacije koja je tri puta uzastopno (1968, 1969. i 1970) i još jednom 1973. osvajala titulu najboljih u prvenstvu Jugoslavije i četiri Kupa Jugoslavije.
Za jugoslavensku nogometnu reprezentaciju debitirao je 17. lipnja 1964. u Beogradu, u utakmici protiv Rumunjske (1:2).
Na Europskom prvenstvu 1968. održanom u Italiji, Džajić je 5. lipnja u Firenci, u meču protiv tadašnjih svjetskih prvaka Engleza, u trku prevario braniča Wilsona, u šesnaestercu spustio na koljena kapetana Bobby Moorea i onda lobovao Banksa koji je vidio loptu tek kada se našla u mreži i donio Jugoslaviji plasman u finale, koje je kasnije ona, nakon dvije utakmice, izgubila od Italije. Džajić je postigao gol za Jugoslaviju u prvoj utakmici, a s 2 gola bio je najefikasniji strijelac tog Euroskog prvenstva.
Nastupio je na Svjetskom prvenstvu 1974. u Zapadnoj Njemačkoj, na kome je reprezentacija Jugoslavije na otvaranju prvenstva igrala neriješeno s tadašnjim svjetskim prvakom Brazilom i postigla rekordnu pobjedu od 9:0 protiv reprezentacije Zaira, a Džajić je postigao jedan gol. Međutim, nakon prolaska u drugu fazu prvenstva, reprezentativci Jugoslavije nisu ponovili igre kao iz prve faze i naređali su 3 poraza, pa su se morali vratiti kući.
Dvije sezone (1975. i 1976) proveo je u Bastiji, gdje je za francuskog prvoligaša odigrao 80 mečeva, vratio se u Beograd i u Crvenu zvezdu, čiji je dres posljednji put nosio 28. svibnja 1978. u Mostaru. Za Crvenu zvezdu je odigrao rekordnih 590 mečeva, postigao 287 golova (od toga 305 prvenstvenih susreta i 113 golova). Za reprezentaciju je igrao ukupno 85 puta, a njegov rekord je oborio Savo Milošević 2004.
Crvena zvezda je Džajiću 1979. ponudila ulogu tehničkog direktora kluba s koje je postigao najveće uspjehe u povijesti Crvene zvezde, osvajanje Kupa prvaka i Interkontinentalnog kupa 1991. Prvi mandat predsjednika Crvene zvezde, od 1998. do 2002., u teškim financijskim uvjetima i s neadekvatinim igračkim kadrom, okončao je s dvije titule prvaka i dva trofeja u kupu, da bi prihvatio i drugi mandat na funkciji predsjednika.
Nakon loših rezultata Crvene zvezde i zdravstvenih problema, Džajić se 2004. povukao s mjesta predsjednika Crvene zvezde.
Povodom 50. godina UEFE, Nogometni savez Srbije i Crne Gore ga je 2003. izabrao za najboljeg igrača Srbije u proteklih 50 godina.